# سنت پترزبورگ ودوموستی
سنت پترزبورگ ودوموستی (به روسی: Санкт-Петербургские ведомости) قدیمی‌ترین روزنامه روسیه است که به دستور پتر کبیر در ۱۶ دسامبر ۱۷۰۲ و ابتدا تنها با نام ودوموستی (به روسی: Ведомости) (به معنی «روزنامه») تأسیس شد. نخستین شمارهٔ آن در ۲ ژانویهٔ ۱۷۰۳ منتشر گردید. در ابتدا، روزنامهٔ پتر تنها با رسیدن اخبار مهم و به‌طور نامنظم منتشر می‌شد و تیراژ پایینی داشت؛ اما به مرور در طول سدهٔ هجدهم و نوزدهم پیشرفت کرد و از سال ۱۸۶۳، به پیشگام صحنهٔ سیاسی کشور تبدیل شد. پس از انقلاب کومونیستی نام این روزنامه دوبار تغییر کرد؛ تا اینکه در سال ۱۹۹۱ دوباره به نام اصلی خود بازگشت و تا امروز فعال است.

## تاریخچه

### تأسیس

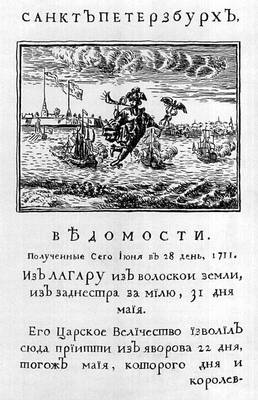
یک صفحه از سنت پترزبورگ ودوموستی چاپ ۲۸ ژوئن ۱۷۱۱

سنت پترزبورگ ودوموستی، به پیروی از روزنامه‌های دست‌نویس سده هفدهم یعنی کورانتی‌ها، حاوی اخبار کمی چون گزارش‌هایی از پیروزی‌های نظامی و روابط دیپلماتیک بود که یا توسط خود تزار نوشته شده بودند یا به انتخاب او از روزنامه‌های هلندی ترجمه شده بودند. در ابتدا، این روزنامه در چاپخانه کیتای-گورود مسکو منتشر می‌شد. در سال ۱۷۱۰، نقاشی‌هایی هم برای تزئینات روزنامه معرفی شدند. آنها معمولاً نمایانگر قلعه پیتر و پاول یا رود نوا بودند که نشان‌دهندهٔ اهمیت روزافزون سنت پترزبورگ در آن کشور بود. از سال ۱۷۱۱، بیشتر شماره‌ها در پایتخت آینده (سنت پترزبورگ) چاپ می‌شدند. روزنامهٔ پتر تنها با رسیدن اخبار مهم و به‌طور نامنظم منتشر می‌شد؛ گاه تا هفتاد شماره در سال و گاه فقط یک شماره و تیراژ روزنامه از چند ده نسخه تا چهار هزار نسخه در نوسان بود.

### در امپراتوری روسیه
با مرگ پتر در سال ۱۷۲۵، این روزنامه ارزشمندترین مشارکت‌کنندهٔ خود را از دست داد. از آنجا که در روسیه هیچ روزنامه‌نگاری برای ادامهٔ این پروژه وجود نداشت، مالکیت آن به آکادمی علوم روسیه منتقل شد که در سال ۱۷۲۷ نام آن را به سنت پترزبورگ ودوموستی (به روسی: Санкт-Петербургские ведомости) تغییر داد. در طول سدهٔ هجدهم، دانشگاهیان این روزنامه را دو بار در هفته منتشر و آن را با تفسیرهای علمی گسترده تکمیل می‌کردند؛ از جمله ویراستاران این بخش فیودور پولیکارپوف-اورلوف، گیرهارت فریدریش مولر، میخائیل لومونوسوف و ایپولیت بوگدانویچ بودند. از سال ۱۸۰۰، سنت پترزبورگ ودوموستی به صورت روزانه منتشر می‌شد.
از سال ۱۸۶۳، با هدایت ویراستاری اِوگِنی کورْش، سنت پترزبورگ ودوموستی به پیشگام صحنهٔ سیاسی کشور تبدیل شد؛ زیرا از اصلاحات اروپایی حمایت می‌کرد و با موضع محافظه‌کارانهٔ روزنامهٔ نیمه‌رسمی مسکوفسکیه ودموستی مخالفت می‌نمود. کورش به دلیل دیدگاه‌های لیبرال‌اش بارها با سانسورچیان درگیر شد؛ تا اینکه در سال ۱۸۷۵ از تحریریه اخراج گشت و روزنامه توسط وزارت آموزش ملی امپراتوری روسیه تصاحب شد. پس از آن، تیراژ و نفوذ روزنامه کاهش یافت و موضعی نزدیک به اکتبریست‌ها اتخاذ کرد. بعد از انقلاب اکتبر، این روزنامه در ۱۱ نوامبر ۱۹۱۷ توسط بلشویک‌ها تعطیل شد.

### دوره معاصر
در مارس ۱۹۱۸، دولت جدید بلشویکی این روزنامه را با نام جدید پتروگرادسکایا پراودا که همسو با ایدئولوژی کمونیستی بود، دوباره راه‌اندازی کرد. این روزنامه عمدتاً از روزنامه‌نگاران پراودا تشکیل می‌شد که پس از تعیین مسکو به عنوان پایتخت جدید، جابه‌جا نشده بودند. پس از تغییر نام «پتروگراد» به «لنینگراد» در سال ۱۹۲۴، این روزنامه به لنینگرادسکایا پراودا تغییر نام یافت.
در ۱ سپتامبر ۱۹۹۱، لنینگرادسکایا پراودا با احیای نام اصلی‌اش یعنی سنت پترزبورگ ودوموستی منتشر شد. در ۲۸ دسامبر ۱۹۹۵، دفتر شهردار سن پترزبورگ این روزنامه را به عنوان یک شرکت سهامی خاص سازماندهی مجدد کرد. این روزنامه متعلق به «خانهٔ تحریریهٔ سنت پترزبورگ ودوموستی» است. ولادیمیر پوتین نخستین رئیس هیئت مشورتی روزنامه بود و این سمت را تا ژوئن ۱۹۹۷ بر عهده داشت. در سال ۲۰۰۵، بانک روسیه که یکی از بنیان‌گذاران شرکت سهامی و صاحب ۲۰٪ از سهام روزنامه بود، مالکیت کامل سنت پترزبورگ ودوموستی را به دست آورد.